# Papilio pelaus
Papilio pelaus là một loài bướm thuộc họ Bướm phượng (Papilionidae). 
Loài Papilio pelaus được mô tả năm 1775 bởi Fabricius. Loài bướm Papilio pelaus sinh sống ở .

## Hình ảnh

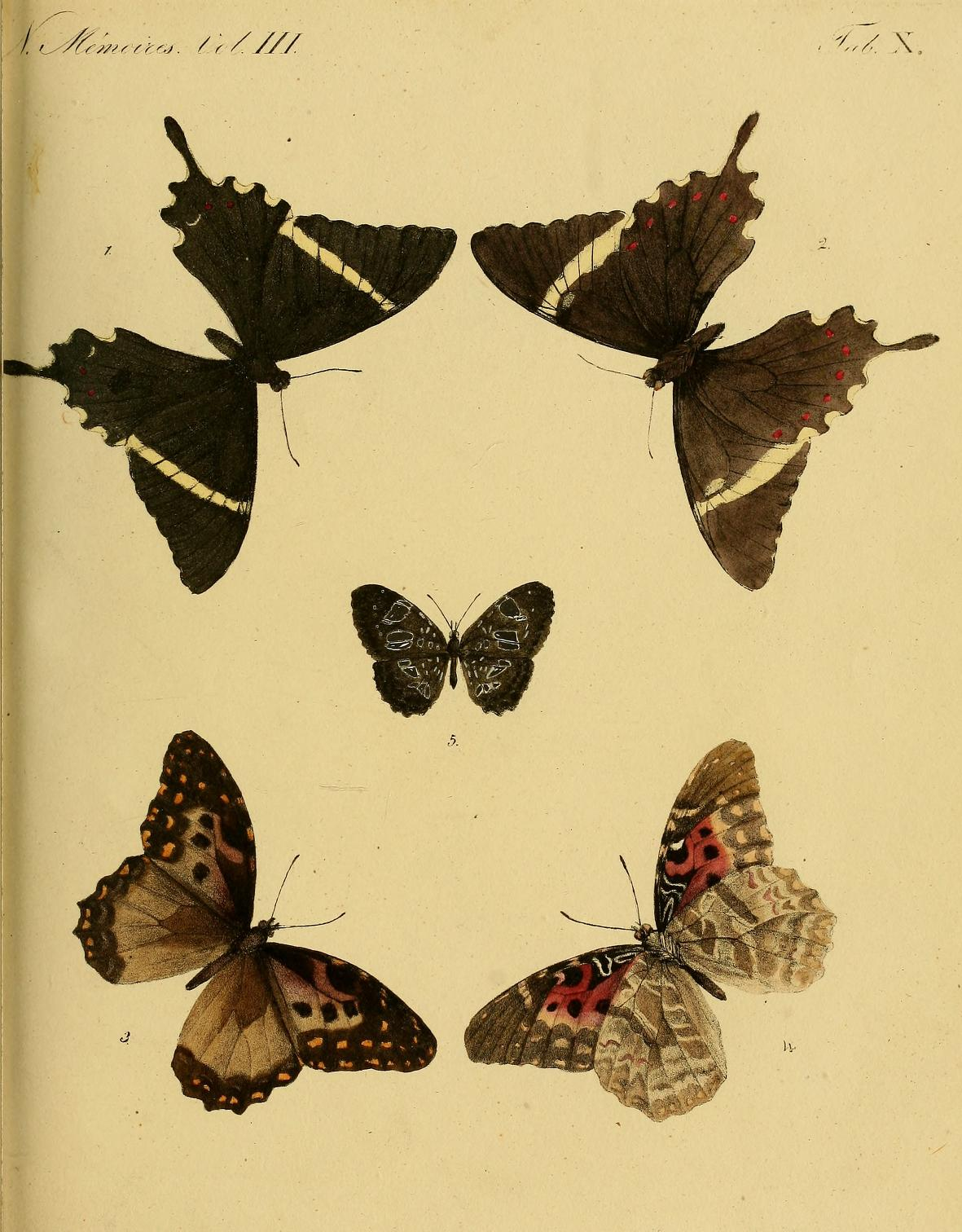
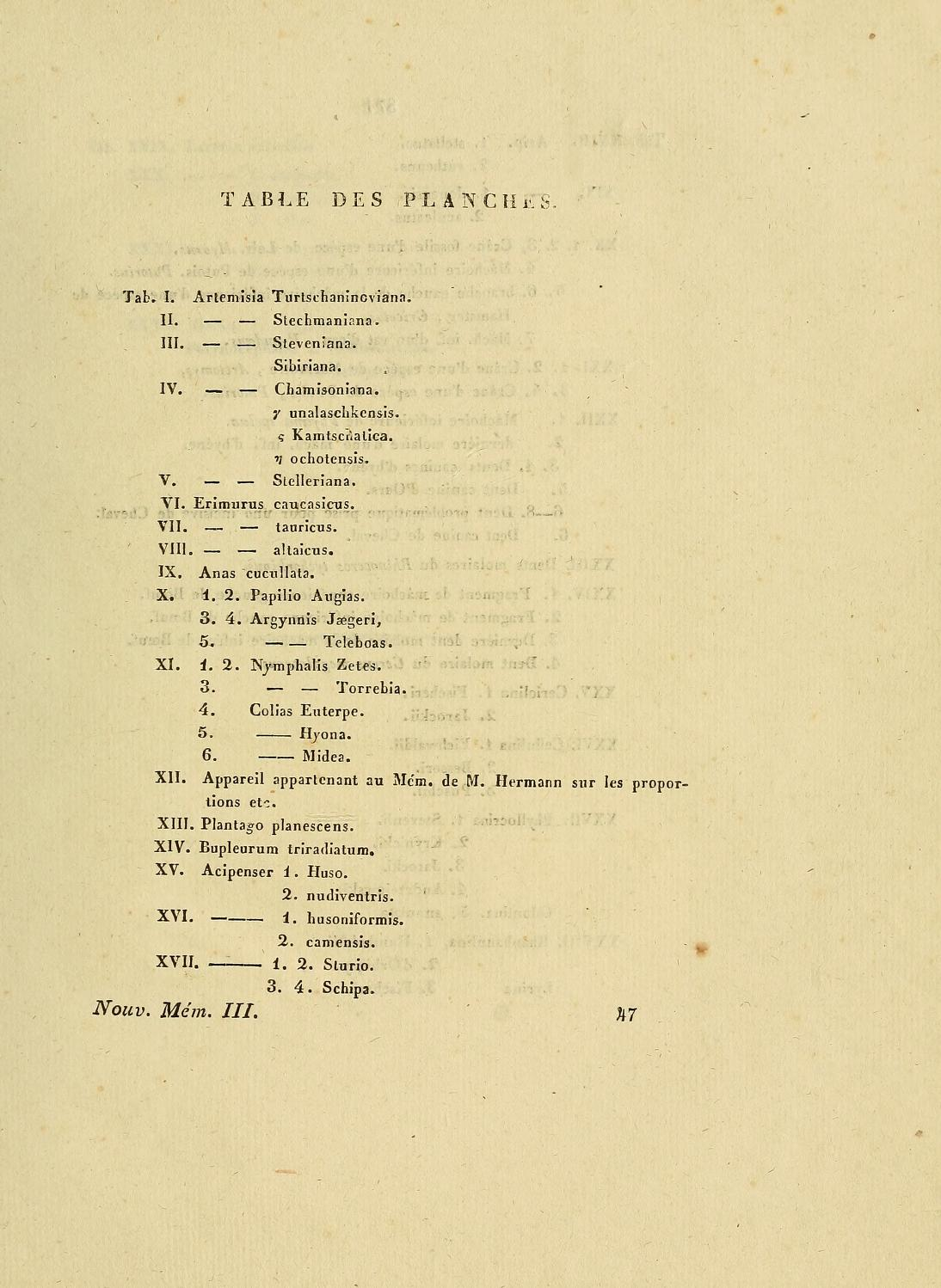